# آن غينيفيف البوربونية
آن غينيفيف دي بوربون (بالفرنسية: Anne Geneviève de Bourbon-Condé)‏ هي أرستقراطية فرنسية، ولدت في 28 أغسطس 1619 في شاتو فانسن في فرنسا، وتوفيت في 5 أبريل 1679 في باريس في فرنسا.

## وصلات خارجية
- آن غينيفيف دي بوربون على موقع الموسوعة البريطانية (الإنجليزية)